# Исмаили
Исмаили, още Исманли или Исмаил (на гръцки: Γάβρα, Гавра, до 1927 година Ισμαϊλή, Исмаили или Ισμακλή, Исмакли), е село в Република Гърция, разположено в дем Кукуш, oбласт Централна Македония. Селото има 111 жители (2001).

## География
Селото е разположено северно от град Кукуш (Килкис).

## История
Южно от Исмаили в местността Тумба при сливането на два потока, вдясно от коларския път за Рамна (Монолити) е открито праисторическо селище. Край селото е открита и раннохристиянска базилика. Селището и базиликата са обявени за защитени паметници в 1937 и в 1996 година.

### В Османската империя
В XIX век Исмаили е турско село в каза Аврет Хисар (Кукуш) на Османската империя. В „Етнография на вилаетите Адрианопол, Монастир и Салоника“, издадена в Константинопол в 1878 година и отразяваща статистиката на населението от 1873 година, Исмаиля (Ismaïlya) е посочено като селище в каза Аврет Хисар (Кукуш) с 10 домакинства, като жителите му са 34 мюсюлмани.
Според статистиката на Васил Кънчов („Македония. Етнография и статистика“) в 1900 година Исманли има 150 жители турци.

### В Гърция
В 1913 година след Междусъюзническата война селото попада в Гърция. Населението му се изселва и на негово място са настанени гърци бежанци. В 1927 години селото е прекръстено на Гавра.